# Tuczępy (województwo wielkopolskie)
Tuczępy – wieś sołecka w Polsce położona w województwie wielkopolskim, w powiecie międzychodzkim, w gminie Międzychód.

## Historia
Miejscowość błędnie identyfikowana jest z inną nieznaną obecnie miejscowością o tej samej nazwie, odległą od niej o ok. 60 kilometrów na podstawie dokumentu księcia wielkopolski Władysława Odonica z 1238 roku, który miał ją nadać zakonowi rycerskiemu templariuszy .
Wieś pierwotnie związana była z Wielkopolską. Ma metrykę średniowieczną i istnieje co najmniej od początku XV wieku. Wymieniona po raz pierwszy w dokumencie zapisanym po łacinie z 1404 jako "Tuczamp" oraz "Czamp", a później także w 1418 "Tuczap, Tuczępi", 1418 "Tucząp", 1418 "Tuczamp". W 1419 odnotowano odmiejscowe nazwisko "Thuczapscy", a w 1466 nazwę miejscowości "Thuczapy". W 1467 "Thuczamp", 1483 "Tuczampy", 1510 "Thuczapyn", 1547 "Thucząmp" .
W 1408 należała do parafii Kamionna. W 1434 miejscowość leżała w powiecie poznańskim Korony Królestwa Polskiego. Wspominały ją historyczne dokumenty prawne, własnościowe oraz podatkowe. W 1492 odnotowano we wsi młyn, a w 1508 odnotowano, że miał on jedno koło. W latach 1509, 1537, 1544, 1546 oraz 1547 notowano młyn na Tuczępskim Stawie, a w 1556 młyn zwany Tuczępski, obok którego znajdował się graniczny kopiec narożny rozdzielający wsie Tuczępy, Miłostowo oraz Gralewo. W 1563 wspomniany został młyn doroczny o dwóch kołach, a w 1580 o jednym kole. W 1546 wspomniano staw, a w 1520 łąki Masiołkowską i Kaczmarską .
Miejscowość była własnością szlachecką. W latach 1389–1413 właścicielem był kasztelan Mikołaj zwany Drożyńskim z Przetoczna. W latach 1434–66 wieś należała do Stanisława i od 1434 do Dobrogosta Ostrorogów z Tuczępów. W 1449 Stanisław Ostroróg zapisał swojej żonie Beacie z Bystrzycy po 400 grzywien posagu oraz wiano na swoich dobrach, w tym m.in. na całych Tuczępach. W 1466 wieś kupił Sędziwój Grodziski. W 1467 jego synowie Jan, Stanisław, Maciej, Marcin Mniscy oraz dziedzice majątku zapisali matce Barbarze po 400 grzywien posagu i wiana na swojej ojcowiźnie Tuczępy oraz wsi Mnichy. W latach 1510–15 właścicielką wsi stała się Helena Mniska córka Marcina Mniskiego oraz żona Stanisława Krzyszkowskiego na podstawie zapisu króla Polski Zygmunt Starego, który zezwolił dokonać zapisu dla wikariuszy w Koźminie w wysokości 200 grzywien na wsiach królewskich Tuczępy, Gralewo i Miłostowo. Wsie miały stanowić jej tenutę, pod warunkiem, że zapis ten nie przekroczy sumy zapisanej jej na tych dobrach .
W 1508 ze wsi pobierane są wiardunki wojenne od młyna o jednym kole oraz z 13 półłanków. W 1509 odnotowano pobór od młyna w wysokości 6 groszy oraz od 13 półłanków. W 1563 pobór od 6 łanów, karczmy dorocznej i młyna dorocznego o dwóch kołach. W 1564 odnotowano we wsi 12 łanów. W 1577 płatnikami poboru byli właściciele majętności w miejscowości: Wojciech Prusimski i Stanisław Mniski. W 1580 miał miejsce pobór podatku z części Jana Strzeleckiego od 4 półłanków, komornika oraz młyna o jednym kole, a z części Stanisława Prusimskiego od 6 półłanków, 2 zagrodników oraz pasterza, który miał w stadzie 20 owiec .
W 1564 biskup poznański pobierał z miejscowości 3 florenów i 6 groszy. W okresie Rzeczypospolitej Obojga Narodów miejscowość była wsią szlachecką, którą wymieniono w 1580 roku jako Tuczep w powiecie poznańskim województwa poznańskiego. W tym czasie w miejscowości majątki posiadali Jan Strzelecki: 4 półłanki i 1 komorę oraz Stanisław Prusimski: 6 półłanków, 2 zagrody. W XVIII wieku dziedzicem wsi posiadającym Małe Mnichy, Tuczępy, Miłostowo oraz Miłostówko był starosta obornicki Wincenty Prusimski.
W wyniku II rozbioru Rzeczypospolitej w 1793, miejscowość przeszła w posiadanie Prus i jak cała Wielkopolska znalazła się w zaborze pruskim. W okresie Wielkiego Księstwa Poznańskiego (1815–1848) miejscowość wzmiankowana jako Tuczempy należała do wsi większych w ówczesnym pruskim powiecie Międzyrzecz w rejencji poznańskiej. Tuczempy należały do okręgu kwileckiego tego powiatu i stanowiły część majątku Mnichy Małe, którego właścicielem był wówczas Unruh. Według spisu urzędowego z 1837 roku wieś liczyła 207 mieszkańców, którzy zamieszkiwali 21 dymów (domostw). Wzmiankowany był wówczas także Tuczemski Młyn (1 dom, 10 mieszk.).
Jako wieś i dwór szlachecki leżące w powiecie międzychodzkim opisał je XIX wieczny Słownik geograficzny Królestwa Polskiego. Wieś wraz z częścią włościańską na Małych Mnichach (liczących 2 domy i 15 mieszkańców) tworzyła okręg wiejski mający w całości 14 domów, w których mieszkało 177 mieszkańców w tym 118 katolików oraz 59 protestantów. Liczyła 252 hektarów powierzchni w tym 208 hektarów roli, 23 łąk oraz 7 lasu. Dwór z folwarkiem w Małych Mnichach liczył 7 domów i 59 mieszkańców, a w Miłostówku 1 dom i 27 mieszkańców. We wsi znajdowała się wówczas gorzelnia z napędem parowym, zakład produkujący nabiał i tuczarnia bydła. Właścicielem miejscowości pod koniec XIX wieku był Hugo von Unruh.
W latach 1975–1998 miejscowość położona była w województwie gorzowskim.